# Apusozoa
Apusozoa je nepřirozená skupina (jako taxon nejčastěji kmen) bičíkatých jednobuněčných eukaryotních organismů, velkých 5-20 μm. Vyskytují se v půdě a ve vodě, živí se bakteriemi.
Jejich postavení vzhledem k ostatním jaderným organismům není od počátku jejich zavedení a proto v některých klasifikačních systémech stále patřila mezi incertae sedis eukaryot. Také monofylie apusozoí dle genetických dat nebyla nikdy dostatečně prokázaná.
Současné klasifikační systémy proto s Apusozoa počítají pouze v omezené podobě jako součást kmene Sulcozoa nebo jako s nepřirozeným taxonem nepracují vůbec – považují zpravidla jednotlivé dílčí skupiny jako součást eukaryotních incertae sedis (některé sdružené do „CRuMs“) s jedinou výjimkou: Apusomonadida mají přirozené postavení v superskupině Obazoa.

## Klasifikace
Klasifikace Apusozoa včetně vlastního rozsahu kmene (tj. začlenění podřízených skupin) prochází neustálými změnami. Z Apusozoa byly vyčleněny skupiny Discocelida a Hemimastigida a zařazeny do Rhizaria: Filosa. Mezi Apusozoa byla zpravidla řazena i skupina Diphylleida/Collodictyonida, podpora fylogenetických analýz pro toto zařazení je však nízká a skupina bývá nyní častěji řazena do exkavát, skupiny Loukozoa nebo jako sesterská k Malawimonas.
Nová klasifikace byla publikována v r. 2010 a zohledňuje nově provedené fylogenetické analýzy. Podle ní zůstávají do Apusozoa zařazeny 3 řády: Apusomonadida, Ancyromonadida (mladší synonymum Planomonadida) a Micronucleriida, některé původní rody byly rozčleněny. V roce 2011 byl navržen pro nově objevené mořské bičíkovce žijící v pobřežních sedimentech čtvrtý řád Mantamonadida, v r. 2012 přibyli Rigifilida. Někdy se uvádějí jako vyšší taxony třídy; pro řád Apusomonadida je to monotypická třída Thecomonadea, pro Ancyromonadida/Planomonadida, Mantamonadida, Micronucleriida a Rigifilida třída Hilomonadea. Systematika řádu Apusomonadida byla dále aktualizována v r. 2022, aby zohlednila nově objevené rody.
- řád Apusomonadida Karpov & Mylnikov, 1989
  - rod Catacumbia Torruella, Galindo et al. 2022
    - Catacumbia lutetiensis Torruella, Galindo et al. 2022

  - rod Cavaliersmithia Torruella, Galindo et al. 2022
    - Cavaliersmithia chaoae Torruella, Galindo et al. 2022

  - rod Karpovia Torruella, Galindo et al. 2022
    - Karpovia croatica Torruella, Galindo et al. 2022

  - rod Multimonas Cavalier-Smith, 2010
    - Multimonas koreensis Heiss, Lee, Ishida & Simpson, 2015
    - Multimonas marina (Mylnikov 1989) Cavalier-Smith 2010 (dříve Amastigomonas marina, Cercomonas marina)
    - Multimonas media

  - rod Mylnikovia Torruella, Galindo et al. 2022
    - Mylnikovia oxoniensis (Cavalier-Smith 2010) Torruella, Galindo et al. 2022 (dříve Thecamonas oxoniensis Cavalier-Smith 2010)

  - rod Podomonas Cavalier-Smith, 2010
    - Podomonas capensis Cavalier-Smith 2010
    - Podomonas gigantea (dříve Amastigomonas gigantea)
    - Podomonas griebenis (dříve Amastigomonas griebenis)
    - Podomonas kaiyoae Yabuki in Yabuki, Tame & Mizuno 2022
    - Podomonas klosteris (dříve Amastigomonas klosteris)
    - Podomonas magna Cavalier-Smith 2010

  - podčeleď Apusomonadinae Cavalier-Smith, 2010
    - rod Apusomonas Alexeieff, 1924 (vč. Rostromonas Karpoff & Zhukov 1980)
      - Apusomonas australiensis Ekelund & Patterson 1997
      - Apusomonas proboscidea Alexeieff 1924 (vč. Rostromonas applanata Karpoff & Zhukov 1980)

    - rod Manchomonas Cavalier-Smith, 2010
      - Manchomonas bermudensis (dříve Amastigomonas bermudensis)

  - podčeleď Thecamonadinae Larsen & Patterson 1990
    - rod Chelonemonas Heiss, Lee, Ishida & Simpson, 2015
      - Chelonemonas dolani Torruella, Galindo et al. 2022
      - Chelonemonas  geobuk Heiss, Lee, Ishida & Simpson, 2015
      - Chelonemonas  masanensis Heiss, Lee, Ishida & Simpson, 2015

    - rod Thecamonas Larsen and Patterson, 1990[pozn. 2]
      - Thecamonas filosa Larsen & Patterson 1990 (dříve Amastigomonas filosa)
      - Thecamonas muscula (dříve Amastigomonas muscula)
      - Thecamonas mutabilis (dříve Rhynchomonas mutabilis, Amastigomonas mutabilis)
      - Thecamonas trahens (dříve Amastigomonas trahens, Rhynchomonas nasuta)

  - incertae sedis
    - rod Amastigomonas de Saedeleer 1931
      - Amastigomonas caudata Mylnikov 1989 (syn. Amastigomonas borokensis Hamar 1979)
      - Amastigomonas debruynei de Saedeleer 1931
      - Amastigomonas marisrubri Mylnikov & Mylnikov 2012

- řád Mantamonadida Glücksman & Cavalier-Smith, 2011[10]
  - čeleď Mantamonadidae Glücksman & Cavalier-Smith, 2011

  - rod Mantamonas Glücksman & Cavalier-Smith, 2011
    - Mantamonas plastica
    - Mantamonas sphyraenae[14]
    - Mantamonas vickermani[14]

- řád Ancyromonadida Atkins, 2000 (syn. Planomonadida Cavalier-Smith, 2008)[pozn. 3]
  - rod Nutomonas Cavalier-Smith, 2013[16]
    - Nutomonas howeae Cavalier-Smith & Glücksman 2013 (dříve Ancyromonas/Planomonas howeae)
    - Nutomonas limna Cavalier-Smith & Glücksman 2013 (dříve Ancyromonas/Planomonas limna)
    - Nutomonas longa Cavalier-Smith & Glücksman 2013

  - čeleď Ancyromonadidae Cavalier-Smith, 1993

  - rod Ancyromonas Kent, 1882 (vč. Phyllomonas Klebs 1892) [9][16]
    - Ancyromonas abrupta Skvortzov 1957
    - Ancyromonas atlantica Glücksman & Cavalier-Smith 2013
    - Ancyromonas contorta (Klebs 1883) Lemmermann 1914 (dříve Phyllomonas contorta)
    - Ancyromonas impluvium Lee 2015
    - Ancyromonas indica Glücksman & Cavalier-Smith 2013
    - Ancyromonas kenti Glücksman & Cavalier-Smith 2013
    - Ancyromonas magna Zhang & Yang 1993
    - Ancyromonas metabolica Skvortzov 1957
    - Ancyromonas minuta Skvortzov 1958
    - Ancyromonas nitzschiae Skvortzov 1957
    - Ancyromonas parasitica Massart
    - Ancyromonas prima Skvortzov 1957
    - Ancyromonas rotundata Skvortzov 1957
    - Ancyromonas rugosa Skvortzov 1957
    - Ancyromonas sigmoides (syn. Planomonas mylnikovi)
    - Ancyromonas sinistra Al-Qassab et al. 2002 (syn. Planomonas sinistra)
    - Ancyromonas socialis Skvortzov 1957

  - čeleď Planomonadidae Cavalier-Smith, 2008

  - rod Planomonas Cavalier-Smith, 2008[9][16]
    - Planomonas brevis Glücksman & Cavalier-Smith 2013
    - Planomonas bulbosa Glücksman & Cavalier-Smith 2013
    - Planomonas cephalopora Cavalier-Smith, 2010 (dříve Bodo cephalopora, Ancyromonas cephalopora)
    - Planomonas elongata Glücksman & Cavalier-Smith 2013
    - Planomonas melba Cavalier-Smith, 2010 (dříve Ancyromonas melba)
    - Planomonas micra Cavalier-Smith 2008 (dříve Ancyromonas micra)

  - rod Fabomonas Cavalier-Smith, 2013[16]
    - Fabomonas tropica Glücksman & Cavalier-Smith 2013

- řád Rigifilida Cavalier-Smith, 2012[11] (syn. Micronucleariida Cavalier-Smith 2008 v širším smyslu)
  - čeleď Micronucleariidae Cavalier-Smith, 2008
    - rod Micronuclearia Mikrjukov & Mylnikov, 2001
      - Micronuclearia podoventralis Mikrjukov & Mylnikov, 2001

  - čeleď Rigifilidae Yabuki & Cavalier-Smith, 2012

  - rod Rigifila Yabuki & Cavalier-Smith, 2012
    - Rigifila ramosa Yabuki & Cavalier-Smith 2012

## Sulcozoa
Namísto kmene Apusozoa je v některých systémech navrhován kmen Sulcozoa s poněkud širším vymezením, umožňujícím zahrnout i některé eukaryotní linie nejasného postavení, u kterých se usuzuje na jejich odvětvování někde na bázi skupin Unikonta či Excavata.
Sulcozoa jsou charakterizováni jako eukaryota původně vybavená ventrální rýhou či štěrbinou, polotuhými dorzálními pelikulami a u většiny také zašpičatělými panožkami. Zahrnují morfologicky velmi odlišné linie, jak bičíkaté (1, 2 či 4 bičíky), tak i bezbičíkaté.
Již při svém zavedení nebyl kmen Sulcozoa uvažován jako přirozený klad, ale jako parafyletická skupina. To bylo potvrzeno i molekulární analýzou. Opodstatnění nachází v jedné z teorií o vzniku a vývoji hlavních eukaryotických linií, podle které byl společný předchůdce dnešních eukaryot exkavátní organismus blízký krásnoočkům. Sulcozoa v této teorii představují přechodný stupeň mezi exkaváty a superskupinou Amorphea (zahrnující Amoebozoa a Opisthokonta). Charakteristická exkavátní ventrální rýha se jim dle této teorie postupně vyplňovala, naučili se v ní vytvářet panožky, sloužící nejprve k pohlcování potravy a začali lézt po površích, nejprve po svém zpětném bičíku, později po bičíku předním a s pomocí panožek.

Apusozoa se v tomto systému stala jedním podkmenem, a to v silně redukované podobě, zahrnující z dřívějších skupin pouze apusomonády a nově Breviatea. Druhý podkmen nazvaný Varisulca pak zahrnuje ostatní původní skupiny apusozoí (planomonády, ankyromonády, mantamonády, mikronuklearie a Rigifilida) a z nových např. Diphylleida.
Navrhovaný systém vypadá následovně:
- Kmen Sulcozoa Cavalier-Smith, 2012
  - Podkmen Apusozoa Cavalier-Smith, 1997 emend. 2012
    - Třída Thecomonadea Cavalier-Smith, 1993 stat. n. 1995 emend. 2012
      - Řád Apusomonadida Karpov & Mylnikov, 1989

    - Třída Breviatea Cavalier-Smith in Cavalier-Smith et al. (2004)
      - Řád Breviatida Cavalier-Smith, 2004

  - Podkmen Varisulca Cavalier-Smith, 2012
    - Nadtřída Multirhiza Cavalier-Smith, 2012
      - Třída Diphyllatea Cavalier-Smith, 2003
        - Řád Diphylleida Cavalier-Smith, 1993

      - Třída Glissodiscea Cavalier-Smith, 2012
        - Řád Planomonadida Cavalier-Smith, 2008
        - Řád Discocelida Cavalier-Smith, 1997
        - Řád Mantamonadida Cavalier-Smith, Glücksman et al., 2011

    - Nadtřída Hilomonadia Cavalier-Smith, 2012
      - Třída Hilomonadea Cavalier-Smith, 2008 emend. 2012
        - Řád Rigifilida Cavalier-Smith in Yabuki et al., 2012

## Fylogenetické zařazení
Apusozoa bylo (i po revizi jejich systematiky v r. 2010) a podle současných (rok 2025) představ zůstává nepřirozeným, polyfyletickým seskupením protistních organismů:
- ankyromonády (Ancyromonadida syn. Planomonadida) jsou bazální eukaryotickou linií, možná blízkou malawimonádám (Malawimonadida)
- apusomonády (celý řád Apusomonada) jsou sesterskou skupinou opisthokont, velkého kladu zahrnujího živočichy, houby a jejich nejbližší příbuzné
- breviátní améby (Breviatea) jsou sesterskou skupinou ke společnému kladu opishokont a apusomonád a společně s nimi tvoří superskupinu Obazoa
- zbytek apusozoí je řazeny do superskupiny CRuMs, která je s vysokou pravděpodobností kladem a zahrnuje skupiny (zpravidla na úrovni řádů):
  - Collodictionida syn. Diphylleida
  - Rigifilida syn. Micronucleariida s.l.
  - Mantamonadida (mantamonády)
  - Glissandrida (nově definovaný taxon z r. 2025)[20]

|  | Ancyromonadida/Planomonadida |
|  |                              |
|  | Malawimonadea                |
|  |                              |

|  | Glissandrida                                                                                     |
|  |                                                                                                  |
|  | \| \| Rigifilida/Micronucleariida s.l. \| \| \| \| \| \| Collodictionida/Diphylleida \| \| \| \| |
|  |                                                                                                  |
|  | Rigifilida/Micronucleariida s.l.                                                                 |
|  |                                                                                                  |
|  | Collodictionida/Diphylleida                                                                      |
|  |                                                                                                  |

|  | Rigifilida/Micronucleariida s.l. |
|  |                                  |
|  | Collodictionida/Diphylleida      |
|  |                                  |

|  | Glissandrida                                                                                     |
|  |                                                                                                  |
|  | \| \| Rigifilida/Micronucleariida s.l. \| \| \| \| \| \| Collodictionida/Diphylleida \| \| \| \| |
|  |                                                                                                  |
|  | Rigifilida/Micronucleariida s.l.                                                                 |
|  |                                                                                                  |
|  | Collodictionida/Diphylleida                                                                      |
|  |                                                                                                  |

|  | Rigifilida/Micronucleariida s.l. |
|  |                                  |
|  | Collodictionida/Diphylleida      |
|  |                                  |

|  | Breviatea                                                      |
|  |                                                                |
|  | \| \| Apusomonadida \| \| \| \| \| \| Opisthokonta \| \| \| \| |
|  |                                                                |
|  | Apusomonadida                                                  |
|  |                                                                |
|  | Opisthokonta                                                   |
|  |                                                                |

|  | Apusomonadida |
|  |               |
|  | Opisthokonta  |
|  |               |

|  | Breviatea                                                      |
|  |                                                                |
|  | \| \| Apusomonadida \| \| \| \| \| \| Opisthokonta \| \| \| \| |
|  |                                                                |
|  | Apusomonadida                                                  |
|  |                                                                |
|  | Opisthokonta                                                   |
|  |                                                                |

|  | Apusomonadida |
|  |               |
|  | Opisthokonta  |
|  |               |

|  | Glissandrida                                                                                     |
|  |                                                                                                  |
|  | \| \| Rigifilida/Micronucleariida s.l. \| \| \| \| \| \| Collodictionida/Diphylleida \| \| \| \| |
|  |                                                                                                  |
|  | Rigifilida/Micronucleariida s.l.                                                                 |
|  |                                                                                                  |
|  | Collodictionida/Diphylleida                                                                      |
|  |                                                                                                  |

|  | Rigifilida/Micronucleariida s.l. |
|  |                                  |
|  | Collodictionida/Diphylleida      |
|  |                                  |

|  | Glissandrida                                                                                     |
|  |                                                                                                  |
|  | \| \| Rigifilida/Micronucleariida s.l. \| \| \| \| \| \| Collodictionida/Diphylleida \| \| \| \| |
|  |                                                                                                  |
|  | Rigifilida/Micronucleariida s.l.                                                                 |
|  |                                                                                                  |
|  | Collodictionida/Diphylleida                                                                      |
|  |                                                                                                  |

|  | Rigifilida/Micronucleariida s.l. |
|  |                                  |
|  | Collodictionida/Diphylleida      |
|  |                                  |

|  | Breviatea                                                      |
|  |                                                                |
|  | \| \| Apusomonadida \| \| \| \| \| \| Opisthokonta \| \| \| \| |
|  |                                                                |
|  | Apusomonadida                                                  |
|  |                                                                |
|  | Opisthokonta                                                   |
|  |                                                                |

|  | Apusomonadida |
|  |               |
|  | Opisthokonta  |
|  |               |

|  | Breviatea                                                      |
|  |                                                                |
|  | \| \| Apusomonadida \| \| \| \| \| \| Opisthokonta \| \| \| \| |
|  |                                                                |
|  | Apusomonadida                                                  |
|  |                                                                |
|  | Opisthokonta                                                   |
|  |                                                                |

|  | Apusomonadida |
|  |               |
|  | Opisthokonta  |
|  |               |

|  | Ancyromonadida/Planomonadida |
|  |                              |
|  | Malawimonadea                |
|  |                              |

|  | Glissandrida                                                                                     |
|  |                                                                                                  |
|  | \| \| Rigifilida/Micronucleariida s.l. \| \| \| \| \| \| Collodictionida/Diphylleida \| \| \| \| |
|  |                                                                                                  |
|  | Rigifilida/Micronucleariida s.l.                                                                 |
|  |                                                                                                  |
|  | Collodictionida/Diphylleida                                                                      |
|  |                                                                                                  |

|  | Rigifilida/Micronucleariida s.l. |
|  |                                  |
|  | Collodictionida/Diphylleida      |
|  |                                  |

|  | Glissandrida                                                                                     |
|  |                                                                                                  |
|  | \| \| Rigifilida/Micronucleariida s.l. \| \| \| \| \| \| Collodictionida/Diphylleida \| \| \| \| |
|  |                                                                                                  |
|  | Rigifilida/Micronucleariida s.l.                                                                 |
|  |                                                                                                  |
|  | Collodictionida/Diphylleida                                                                      |
|  |                                                                                                  |

|  | Rigifilida/Micronucleariida s.l. |
|  |                                  |
|  | Collodictionida/Diphylleida      |
|  |                                  |

|  | Breviatea                                                      |
|  |                                                                |
|  | \| \| Apusomonadida \| \| \| \| \| \| Opisthokonta \| \| \| \| |
|  |                                                                |
|  | Apusomonadida                                                  |
|  |                                                                |
|  | Opisthokonta                                                   |
|  |                                                                |

|  | Apusomonadida |
|  |               |
|  | Opisthokonta  |
|  |               |

|  | Breviatea                                                      |
|  |                                                                |
|  | \| \| Apusomonadida \| \| \| \| \| \| Opisthokonta \| \| \| \| |
|  |                                                                |
|  | Apusomonadida                                                  |
|  |                                                                |
|  | Opisthokonta                                                   |
|  |                                                                |

|  | Apusomonadida |
|  |               |
|  | Opisthokonta  |
|  |               |

|  | Glissandrida                                                                                     |
|  |                                                                                                  |
|  | \| \| Rigifilida/Micronucleariida s.l. \| \| \| \| \| \| Collodictionida/Diphylleida \| \| \| \| |
|  |                                                                                                  |
|  | Rigifilida/Micronucleariida s.l.                                                                 |
|  |                                                                                                  |
|  | Collodictionida/Diphylleida                                                                      |
|  |                                                                                                  |

|  | Rigifilida/Micronucleariida s.l. |
|  |                                  |
|  | Collodictionida/Diphylleida      |
|  |                                  |

|  | Glissandrida                                                                                     |
|  |                                                                                                  |
|  | \| \| Rigifilida/Micronucleariida s.l. \| \| \| \| \| \| Collodictionida/Diphylleida \| \| \| \| |
|  |                                                                                                  |
|  | Rigifilida/Micronucleariida s.l.                                                                 |
|  |                                                                                                  |
|  | Collodictionida/Diphylleida                                                                      |
|  |                                                                                                  |

|  | Rigifilida/Micronucleariida s.l. |
|  |                                  |
|  | Collodictionida/Diphylleida      |
|  |                                  |

|  | Breviatea                                                      |
|  |                                                                |
|  | \| \| Apusomonadida \| \| \| \| \| \| Opisthokonta \| \| \| \| |
|  |                                                                |
|  | Apusomonadida                                                  |
|  |                                                                |
|  | Opisthokonta                                                   |
|  |                                                                |

|  | Apusomonadida |
|  |               |
|  | Opisthokonta  |
|  |               |

|  | Breviatea                                                      |
|  |                                                                |
|  | \| \| Apusomonadida \| \| \| \| \| \| Opisthokonta \| \| \| \| |
|  |                                                                |
|  | Apusomonadida                                                  |
|  |                                                                |
|  | Opisthokonta                                                   |
|  |                                                                |

|  | Apusomonadida |
|  |               |
|  | Opisthokonta  |
|  |               |